# Xylaan

Xylaan

Xylaan is de naam van een uitgebreide verzameling complexe polysachariden, biologische polymeren die voorkomen in de celwand van alle landplanten en van sommige algen. Xylanen komen voor in alle delen van de planten. Het zijn de belangrijkste vertegenwoordigers van de hemicellulosegroep.
De polymeerketen van xylanen bestaat uit xylose-eenheden; de precieze chemische structuur verschilt naargelang de plantenfamilie waarvan ze afkomstig zijn. De polymerisatiegraad, d.i. het aantal xylose-eenheden in de keten, varieert ook met de herkomst en kan gaan van minder dan 100 tot meer dan 500.
Het CAS-nummer van het xylaan poly(β-D-xylopyranose[1→4]) is 9014-63-5; het EINECS-nummer is 232-760-6.

## Toepassingen
Hoewel er meer en meer wordt gezocht naar alternatieven op basis van hernieuwbare bronnen voor traditionele plastics uit petroleumchemicaliën, zijn er van xylanen nog weinig of geen commerciële toepassingen. Nochtans zijn de voorraden ervan in de natuur enorm groot: een belangrijk deel van de biomassa van planten bestaat uit xylanen. Hout van naald- en loofbomen bevat 10–15 % resp. 10–35 % xylaan. Bij eenzaadlobbigen kan dit tot 40 % gaan. Landbouwafval van onder meer granen is dus een grote potentiële bron van xylaan.
Het Zweedse bedrijf Xylophane, een spin-off van de Technische Universiteit Chalmers in Göteborg, heeft een verpakkingsfilm en -folie op basis van xylanen ontwikkeld, die geschikt is voor voedingswaren. De film zou de voedingswaren even goed beschermen tegen oxidatie als de gebruikelijke synthetische polymeren zoals polyvinylalcohol. De film bestaat uit hemicellulose (xylaan) gemengd met cellulose, andere polymeren en/of weekmakers zoals sorbitol of xylitol, is biologisch afbreekbaar en eetbaar..